# Decastylocarpus
Decastylocarpus là một chi thực vật có hoa trong họ Cúc (Asteraceae).

## Loài
Chi Decastylocarpus gồm các loài: